# San Carlos Alzatate
San Carlos Alzatate é uma cidade da Guatemala do departamento de Jalapa.